# Muchachada Nui
Muchachada Nui fue un programa de televisión de humor surrealista que se emitió en La 2 de Televisión Española. Es una continuación del programa La hora chanante emitido en Paramount Comedy.

## Nombre
Originalmente el programa se iba a llamar La hora chanante, pero Paramount Comedy, propietaria de los derechos del antiguo programa con ese mismo nombre, impidió que se llamara así.
En unas declaraciones, los actores argumentaron que escogieron el nombre de Muchachada nui como combinación de dos factores: "muchachada", que es una palabra que usan mucho en su vocabulario manchego, y "nui", que proviene de la expresión "ojete nui", que es "cuando te pica el ojete porque no te has lavado bien".

## Actores
El programa cuenta con la presencia de los mismos actores que La hora chanante, pero en cambio, no cuenta con los mismos personajes ("El Gañán", "Vicentín", etc.), debido a que los derechos de estos son propiedad de Paramount Comedy. Estos son, principalmente, Julián López, Ernesto Sevilla, Raúl Cimas, Pablo Chiapella, Ignatius Farray, Aníbal Gómez, Carlos Areces y el director y creador Joaquín Reyes.

## Formato y secciones
Siguiendo el mismo formato que La hora chanante, cada programa es presentado por la parodia de un personaje famoso, que vive algún tipo de tribulación. En medio de la historia principal, se intercalan sketches y secciones, algunas de las cuales se mantienen cada semana, aunque sólo la sección Celebrities aparece en todos los programas. Muchas de las secciones y personajes de Muchachada nui son tomadas de La hora chanante, pero con distintos nombres.

### Secciones
- Cabecera. Obra de Joaquín Reyes, Enrique Borrajeros y Luis Ballesteros, con música de Enrique Borrajeros (DJ Pollo).

- Celebrities.  Joaquín Reyes parodia a un personaje famoso que cuenta su vida en clave de humor, siempre con acento manchego. Es equivalente a la sección Testimonios de La hora chanante. El personaje famoso es el encargado de conducir el siguiente programa.

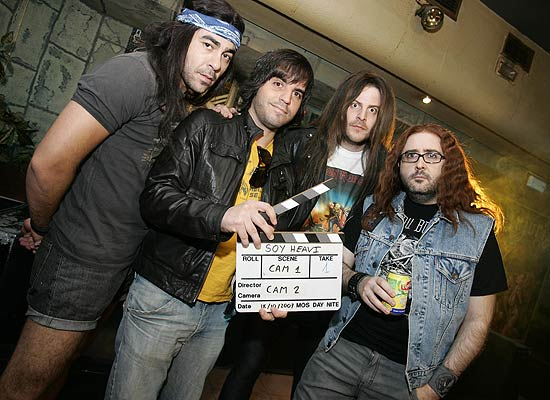
Pablo Chiapella, Ernesto Sevilla, Raúl Cimas y Carlos Areces durante la grabación de un sketch

- Mundo viejuno. Imágenes de películas antiguas, generalmente de serie B (un ejemplo sería Mr Wong in Chinatown con Boris Karloff) que se vuelven a doblar con un argumento en la línea del programa aprovechando las situaciones de la trama original. Espacio similar a Retrospecter de La hora chanante.

- Las aventuras de El joven Rappel: Parodia de la serie Smallville protagonizada por el vidente Rappel (personaje interpretado por Carlos Areces) durante su juventud, cuando va descubriendo sus poderes.

- Al fresco: Marcial Ruiz Escribano (personaje interpretado por Ernesto Sevilla) es un hombre de campo que habla de temas relacionados con la sociedad rural. Espacio inspirado en el personaje de El Gañán de  La hora chanante. En algunos programas de la segunda temporada la sección fue presentada por "el cuñao" de Marcial bajo el nombre de "Te lo dije" (interpretado por Joaquín Reyes).

- El Bonico (del to). El Bonico (interpretado por Carlos Areces) es un personaje que, de forma concisa y personal, explica cómo hay que ser. Preocupado por los valores y la estética de nuestros tiempos, actúa de modo relamido y conservador.

- Tú eres el protagonista. Parodia de talk-show, con entrevistas, presentado por Pedro Bonilla (interpretado por Julián López).

- La abuelita Caraváter: La Abuelita Caraváter, una marioneta con la cabeza en forma de váter, da consejos a la gente que le manda sus vídeos con sus problemas. Las soluciones y consejos que da la abuelita siempre son evidentemente negativos para este problema; Por ejemplo, recomienda "cascarse un par de copazos después del trabajo" o encerrarse en la habitación y calmar la ansiedad atiborrándose a chocolate.

- Tertulianos: Parodia de un programa de debate.

- La leyenda de Perro Muchacho. Perro Muchacho (interpretado por Julián López) es un superhéroe de barrio con cara de perro.

- La fortaleza de la soledad. Ernesto Sevilla Sénior y Ernesto Sevilla Júnior parodian a Superman y el holograma de su padre en diferentes situaciones que ocurren dentro de la fortaleza de la soledad.

- Riken Sproken: el inventor del bajón. Riken Sproken (interpretado por Ernesto Sevilla) es un personaje al que le animan cosas que "dan bajón", como un taxista durmiendo en un coche aparcado.

- Demasiada pasión por lo suyo. Joaquín Reyes hace de presentador de un programa donde se muestra cómicamente la vida de viejos artistas en decadencia como Vincent Van Gogh o Bela Lugosi.

- Philip Max. Este personaje es un incomprendido director de teatro interpretado por Raúl Cimas que organiza teatros de pueblo y de colegio con estrepitosos y absurdos finales.

- Gaticos y Monetes. Las tomas falsas del programa. Equivalente a Hever vs Clever en La hora chanante.

#### Animaciones
- Enjuto Mojamuto: Animación de Joaquín Reyes donde nos muestra un joven internauta y sus aventuras a través de la red.

- La Cinta VHS: Animación de Joaquín Reyes donde se muestran las aventuras de una cinta VHS recordando tiempos mejores, antes del DVD

- El cuadro barroco: Cuadro animado en el que los personajes de la obra Los cambistas[3] se insultan llamándose "barroco" mutuamente. Esto se debe a que el cuadro que aparece es flamenco, y por tanto no pertenece al arte barroco.

- Loqui and the Loquer: Loqui es una fan acérrima, que tiene continuos cambios de humor provocados en parte por los malos consejos de su compañero "Man in the mirror" (el hombre en el espejo). Es frecuente que para calmar las cosas o romper el hielo acaben recitando los nombres de los personajes con "vocoder" y la típica música de fondo.

- Montgomery y Clift: Animación de Joaquín Reyes en las que dos niños, Montgomery y Clift, aparecen delante de una farmacia. Montgomery es el único que habla y cuenta diferentes anécdotas mientras Clift escucha sentado sobre un monopatín.

- Monguer Guaper: Monguer Guaper vive en un mundo donde todos los habitantes son juguetes que pitan. Él siempre esta feliz y contento todos los días, porque cree que todo le saldrá bien. De este personaje sabemos muy poco ya que solo hay dos capítulos sobre él.

- Los Klamstein: Animación de Carlos Areces sobre una peculiar familia con una mujer gorila y en la que la hija mayor es Angela Lansbury. En una entrevista[4] explicó que el personaje de Angela-Lansbury es una clara alusión a la actriz Angela Lansbury y que el personaje de Amy lo sacó de la película Congo, en la que aparecía un gorila parlante. Solo aparecieron en las dos primeras temporadas.
  - Frederik Klamstein (El padre de familia).
  - Amy Klamstein (La madre gorila).
  - Angela-Lansbury Klamstein (La hermana mayor).
  - Junior Klamstein (El pequeño de la familia).
- Cabeza de viejo y cuerpo de joven

## Personajes
El programa ha creado un universo de personajes propios, cuya presencia se repite en varios sketchs.
- El Hombre Asqueroso: Juan José, personaje interpretado por Julián López, es un tipo vestido con traje y de forma muy pulcra. Aparentemente sin pinta de asqueroso, en cuanto dice algo, uno se da cuenta del porqué de su nombre.
- El espantajo de los melones: Interpretado por Ignatius Farray. Es el personaje antes conocido como "El loco las coles".
- El señor Mc Clure: Interpretado por Antonio Tato, es el equivalente al Señor Glor de La Hora Chanante.
- Wesley Resprok: Profesor interpretado por Julián López.
- Phillipe Max: Director teatral fracasado al que da vida Raúl Cimas.
- Señor Bucle: Interpretado por Ernesto Sevilla. Su nombre real es Eloy Osma.
- El hombre mapache: Personaje ocasional interpretado por Enrique Borrajeros, músico del programa.
- El murciano: Habitual en los doblajes de Mundo viejuno. Joaquín Reyes pone la voz al personaje.

## Audiencias
| Temporada | Temporada | Episodios | Estreno                  | Final                   | Audiencia media | Audiencia media | Audiencia media |
| Temporada | Temporada | Episodios | Estreno                  | Final                   | Espectadores    | Cuota           |                 |
| --------- | --------- | --------- | ------------------------ | ----------------------- | --------------- | --------------- | --------------- |
|           | 1         | 13        | 19 de septiembre de 2007 | 12 de diciembre de 2007 | 629 000         | 4,1%            |                 |
|           | 2         | 13        | 9 de abril de 2008       | 2 de julio de 2008      | 640 000         | 4,1%            |                 |
|           | 3         | 13        | 18 de febrero de 2009    | 13 de mayo de 2009      | 727 000         | 5,6%            |                 |
|           | 4         | 13        | 13 de enero de 2010      | 21 de abril de 2010     | 353 000         | 2,3%            |                 |
| Total     | Total     | 52        | 2007                     | 2010                    | 587 000         | 4,0%            |                 |

El 25 de febrero de 2009, el programa alcanzaba el récord histórico en cuota de pantalla con un 7,6% de cuota y 967.000 espectadores con la emisión del 2.º capítulo de la 3.ª temporada.

## En Internet
Tras la difusión masiva de vídeos de La Hora Chanante en Internet, Muchachada Nui se ha destacado por la promoción activa en este medio. Así, en un movimiento casi sin precedentes en España, las promos previas al estreno y la mayoría de los sketches de cada episodio fueron subidas por la propia RTVE a su canal de vídeos de YouTube. Asimismo, y pese a que la audiencia se sitúa en la media del canal, RTVE ha publicado un vídeo en YouTube en el que Joaquín Reyes interpreta a Tita Cervera pidiendo que se vea el programa en la televisión además de en internet.
El 24 de octubre de 2007, día de la sexta emisión, RTVE estrenó la propia web del programa, donde están disponibles todos los sketches. Cuenta además con un blog, la cuenta de Enjuto Mojamuto en Twitter, foros y llamadas a la participación de la comunidad.
Desde noviembre de 2007 el personaje de Enjuto Mojamuto dispone de su propio espacio en la comunidad microblogging Twitter.
Fue uno de los pioneros en introducir Twitter en España.

## Publicidad
Los chicos de Muchachada Nui también han participado en sketches publicitarios. Así, Muchachada Nui en su primera temporada introdujo un sketch que publicitaba el videojuego FIFA 08.
Enjuto Mojamuto ha protagonizado publicidad de Media Markt, y se han hecho episodios inéditos del mismo para promocionar la tarjeta +26 de la Comunidad de Madrid.
También TriNa ha incluido cortinillas a lo largo de la segunda y tercera temporada, promocionando incluso la fiestaca de Muchachada Nui.
Movistar ha contratado a Joaquín Reyes para el doblaje de una campaña publicitaria. Páginas Amarillas también ha contado con el cómico para uno de sus anuncios, inspirándose en esta ocasión en la sección Mundo Viejuno.
Muchachada Nui homenajeó el mundo publicitario en su segunda temporada en su sketch Yo fui un creativo adolescente, en la sección de Mundo Viejuno.

## Programas
Los programas (como pasaba con La Hora Chanante) están conducidos por el personaje famoso o "celebrity" que salió en el programa anterior.